# Marizy-Saint-Mard
Marizy-Saint-Mard ist eine französische Gemeinde mit 49 Einwohnern (Stand: 1. Januar 2022) im Département Aisne in der Region Hauts-de-France (frühere Region: Picardie). Sie gehört zum Arrondissement Soissons (bis 2017 Arrondissement Château-Thierry) und zum Kanton Villers-Cotterêts.

## Geographie
Die Gemeinde Marizy-Saint-Mard liegt am Ourcq, 22 Kilometer nordwestlich von Château-Thierry. Die Bahnstrecke Trilport–Bazoches, die in Bazoches-et-Saint-Thibaut auf die Strecke von Soissons nach Reims trifft, berührt im Norden das Gemeindegebiet. Nachbargemeinden von Marizy-Saint-Mard sind Chouy im Norden, Neuilly-Saint-Front im Osten, Macogny und Passy-en-Valois im Süden sowie Marizy-Sainte-Geneviève im Westen.

## Bevölkerungsentwicklung
| Jahr                       | 1962 | 1968 | 1975 | 1982 | 1990 | 1999 | 2006 | 2014 | 2022 |
| Einwohner                  | 78   | 90   | 53   | 34   | 49   | 55   | 39   | 50   | 49   |
| Quellen: Cassini und INSEE |      |      |      |      |      |      |      |      |      |

## Sehenswürdigkeiten
- auf das 12. Jahrhundert zurückgehende Kirche Saint-Martin, 1920 als Monument historique klassifiziert (Base Mérimée PA00115806)
- Schloss (Château de Marizy-Saint-Mard) aus dem letzten Viertel des 13. Jahrhunderts; Teile (Torhaus, Reste der Umfassungsmauer) wurden 1928 als Monument historique eingetragen und 1930 (Donjon) klassifiziert (Base Mérimée PA00115805).

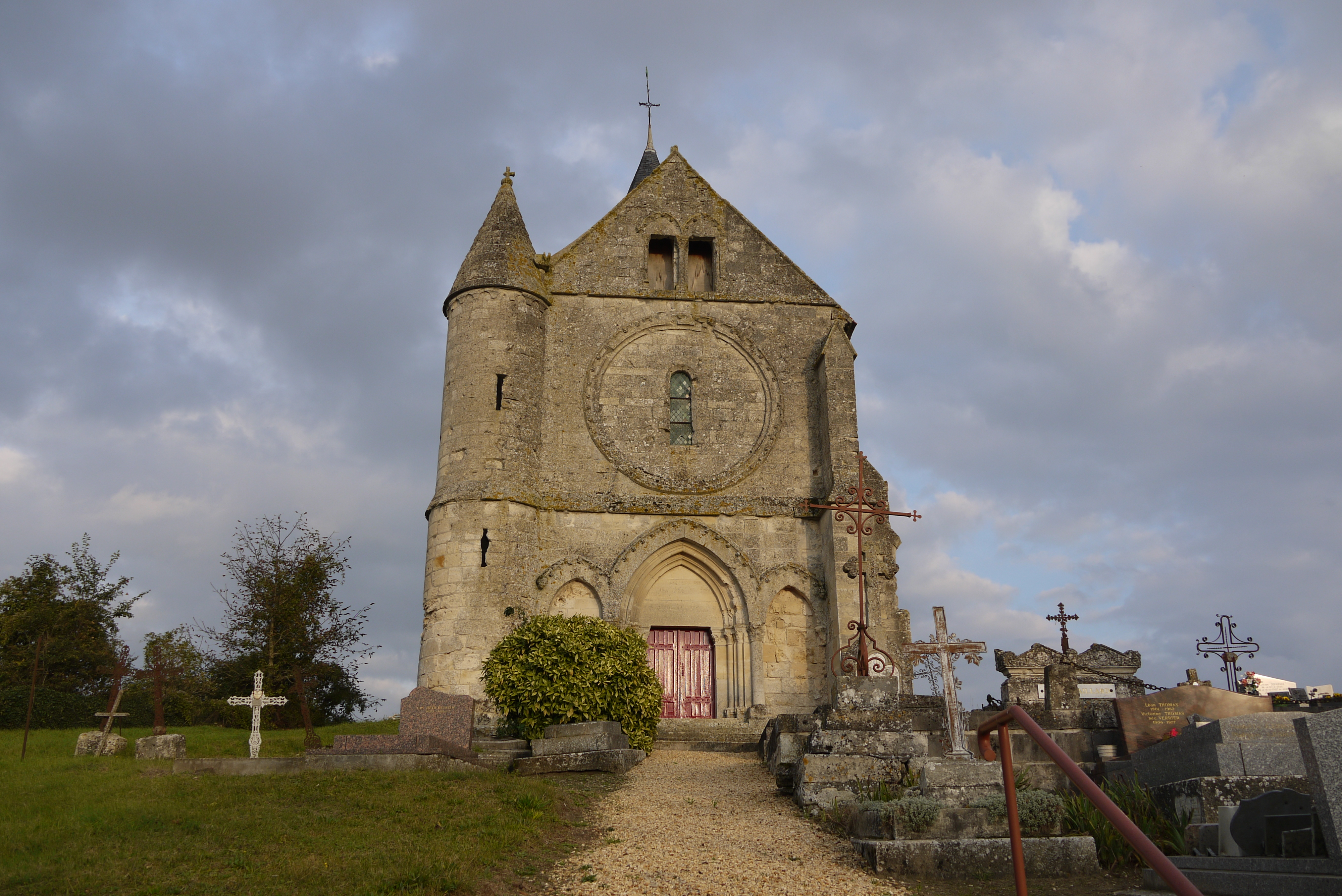
Kirche Saint-Martin
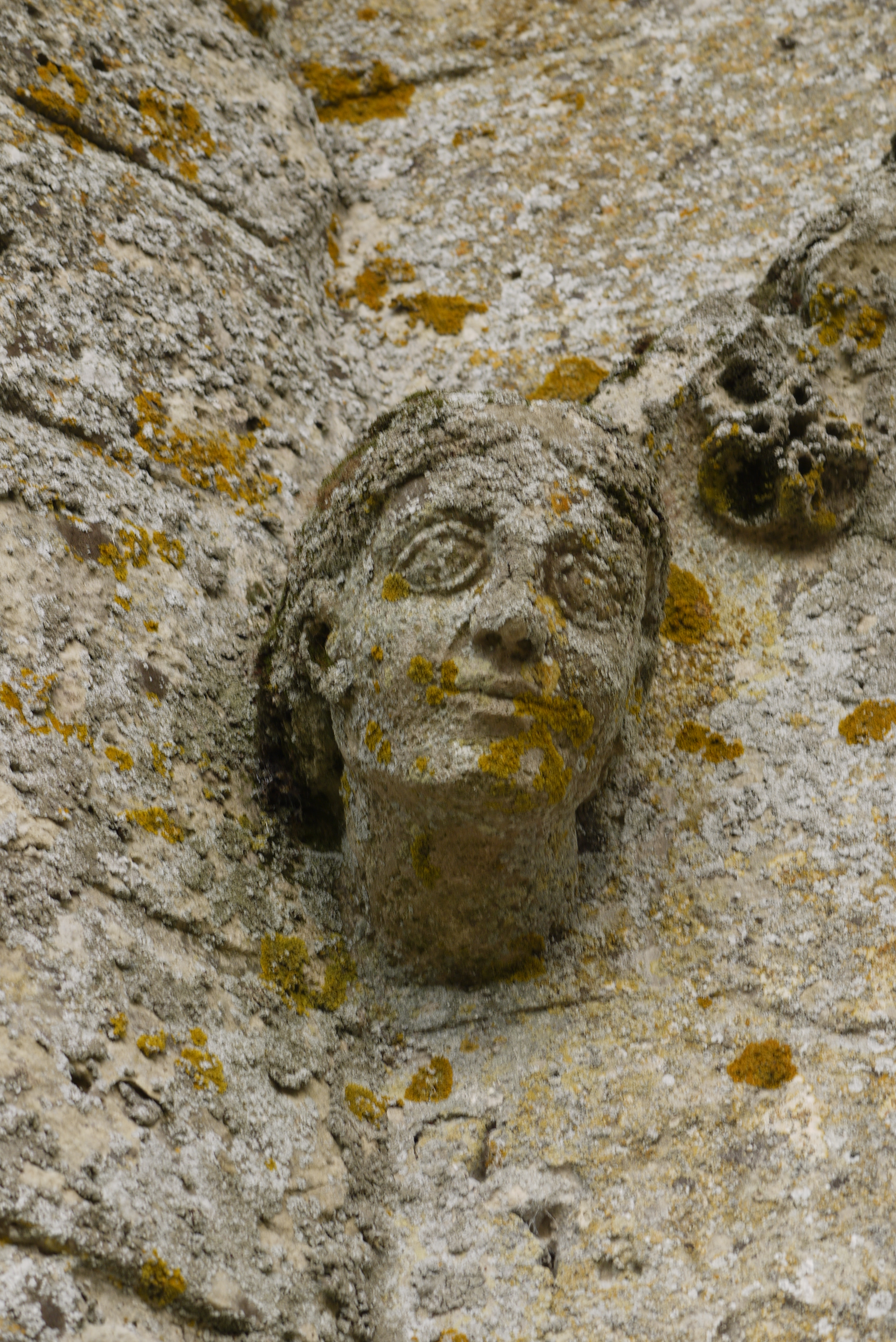
Kirche, Fassadendetail
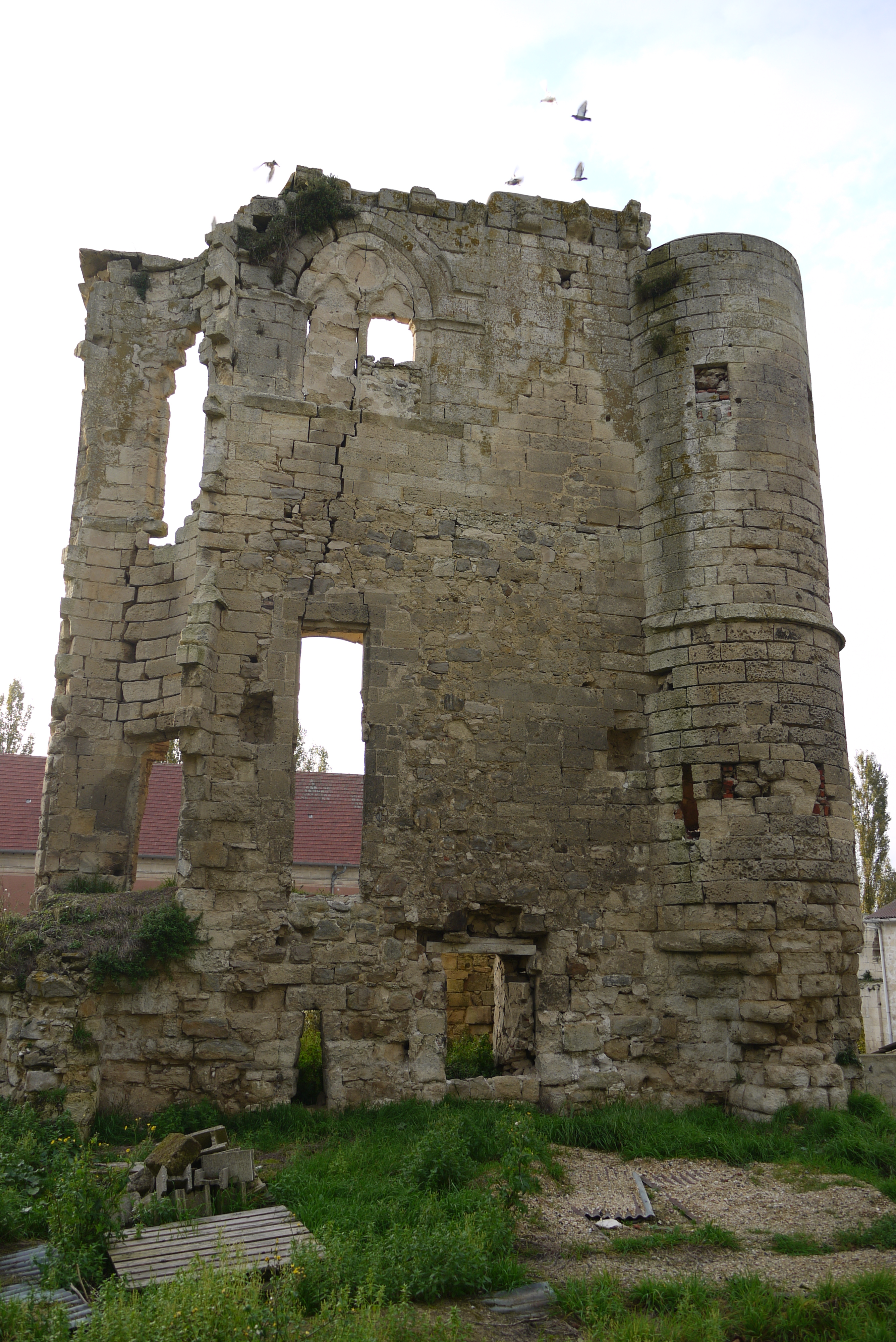
Schloss, Donjon
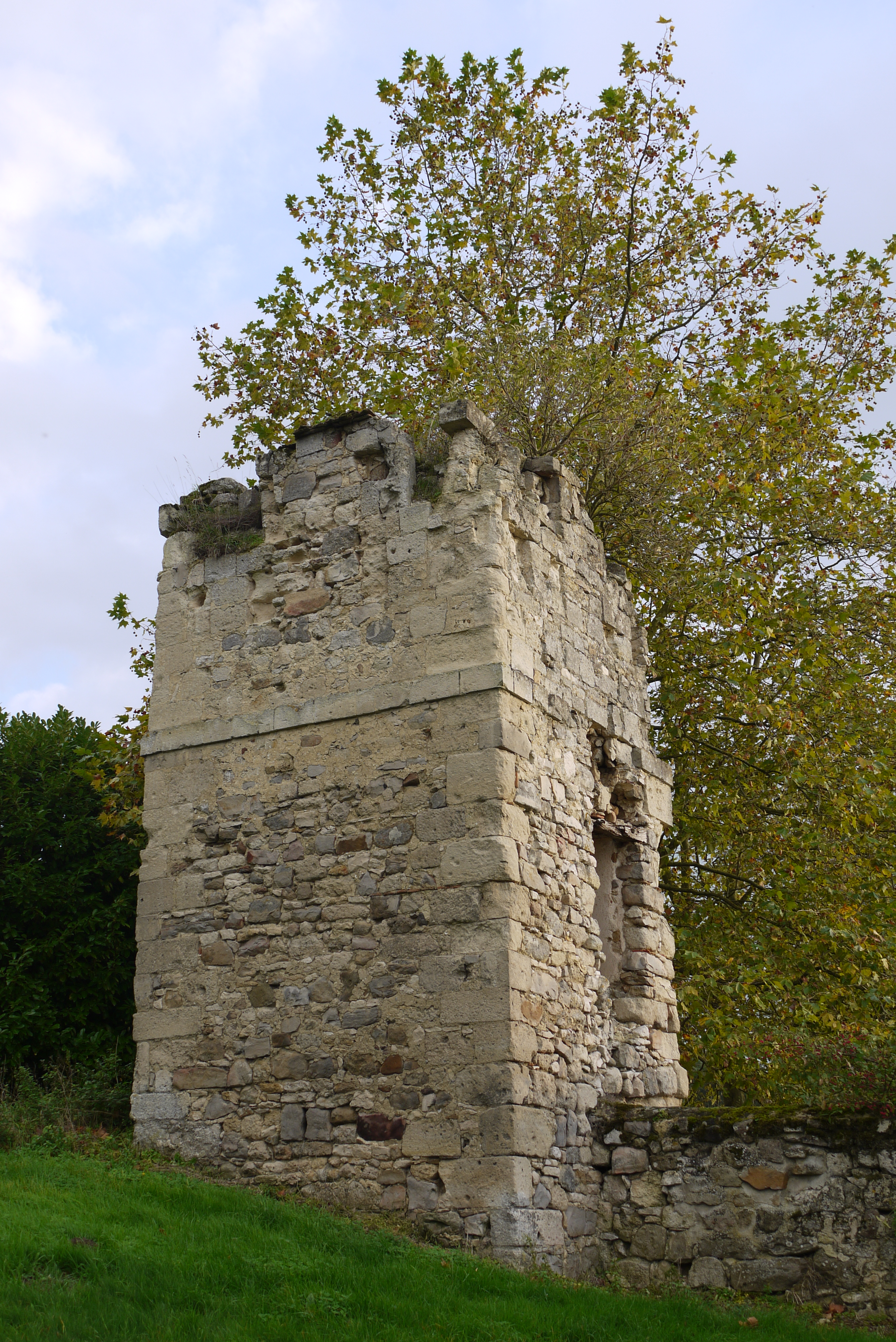
Schloss, Umfassungsmauer